# Fjaka
Fjaka je dalmatinski koncept kojim se opisuje stanje uma usmjereno na usporeni život, odmor i uživanje, povezivan sa širom mediteranskom kulturom usporenog stila života. Uspoređuje se s talijanskim konceptom dolce far niente, španjolskom siestom i danskim hyggeom, a katkad je među autsajderima asocirana i s lijenošću. Naziv potječe od talijanske riječi fiacca ('umor') i pojavljuje se u pjesmama zabavne glazbe i dalmatinskoj popularnoj kulturi. Istraživanju fenomena posvećen je Muzej fjake, otvoren 2025. godine.
U svome radu o temporalnosti u Salima na Dugom otoku, etnolog Tomislav Oroz opisuje fjaku kao »stagnaciju tijeka vremena« i »stanje ravnodušnosti«. Pritom se ističe doživljaj nestrukturiranog vremena, koji je u kontrastu sa ubrzanošću suvremenog društva. Navodi i kako je mlađe stanovništvo Sala fjaku preuzelo prema popularnom shvaćanju: kao percepciju vremena i pritom stanje uma. Doživljaj fjake također se povezuje s izrazom pomalo, koji Oroz identificira kao kôd za »vrstu društvenog upozorenja i osobne utjehe u situacijama kada život postane suviše užurban.« Takozvana »linčarnica« (odn. ljenčarnica) u luki Sala, gdje mnogi provode slobodno vrijeme, među lokalnim se stanovništvom opisuje kao »neslužbeni spomenik mediteranskoga duha« i fjake. Popularna je lokacija za turizam kao »autentičan« primjer lokalnoga života.
U trogirskome govoru 19. i 20. stoljeća fjȁka je označavala tromost i klonulost, a pridruženi su joj bili i pridjevski oblici fjàkân i fjȁkast ('trom, spor, lijen'), te značenjski identičan prilog fjakâno. Koristila se i imenica fjakūn, koja je označavala usporednog ili tromog čovjeka, ali i topli ljetni vjetar za koji se držalo da u ljudi izaziva nevoljkost i tromost.